# Joachim Herrmann (CSU)
Joachim Herrmann (21. září 1956 Mnichov) je německý politik za Křesťansko-sociální unii Bavorska, zastávající od 16. října 2007 pozici bavorského ministra vnitra, výstavby a dopravy, postupně ve vládě Günthera Becksteina, první a současné druhé vládě Horsta Seehofera. Poslancem Bavorského zemského sněmu je od zemských voleb v Bavorsku roku 1994.

## Biografie
Narodil se v Mnichově, ale vyrůstal v Erlangenu, kde byl jeho otec, Johannes Herrmann, profesorem právních dějin a občanského práva na Erlangensko-norimberské univerzitě.
Joachim Herrmann složil v roce 1975 maturitu na gymnáziu Fridericianum v Erlangenu a pak nastoupil na základní vojenskou službu v Mellrichstadtu a v Hammelburgu. Poté vystudoval právní vědu na Erlangensko-norimberské univerzitě a Mnichovské univerzitě.
Joachim Herrmann je od roku 1983 ženatý, s manželkou Gerswidou mají dceru (* 1986) a dva syny (* 1988 a * 1992).